# Банкетна къща
Банкетната къща (на английски: Banqueting House) е единствената останала част от двореца Уайтхол в Лондон.

## История
Сградата е проектирана през 1619 г. от Иниго Джоунс и е завършена през 1622 г.  с помощта на архитекта Джон Уеб. През 1649 г. Чарлз I е екзекутиран на ешафода пред сградата.
Самата сграда представлява една-единствена стая, висока два етажа, украсена с картини на Сър Петер Паул Рубенс, които са поръчани от Чарлз I през 1635 за да попълни облицовката на тавана. Банкетната къща въвежда изтънчен италиански ренесансов стил, непознат в Англия дотогава.
Банкетната къща вероятно е планирана като част от голям нов дворец в Уайтхол, но напрежението, довело до Гражданската война попречило за това. През 1685 г. Банкетната къща била първата сграда в Англия, в която използвали стъкло тип крон за прозорците. При пожара, унищожил стария дворец Уайтхол, отдалеченото местоположение на Банкетната къща я запазило от пламъците.